# Bahía López de Bertodano
La bahía López de Bertodano (según Argentina) o bahía Venturino (según Chile) es una bahía ubicada en la costa noroeste de la isla Marambio/Seymour, del grupo de la isla James Ross, Antártida. Se encuentra al sur del cabo Gorrochátegui (o cabo Wiman) y al norte del cabo Bodman, en aguas del estrecho Bouchard o paso Almirantazgo.

## Toponimia
El nombre aparece en las publicaciones de la Armada Argentina de 1957 y recuerda al ingeniero maquinista de primera Juan López de Bertodano, tripulante de la corbeta ARA Uruguay que participó del rescate de la Expedición Antártica Sueca naufragada en 1903.
En Chile, el nombre corresponde al apellido del teniente primero Arturo Venturino Ramírez, de la fragata Covadonga de la Armada de Chile, quien participó en la Expedición Antártica Chilena de 1948 y que realizó trabajos hidrográficos antárticos.

## Geología
La bahía le da el nombre a la Formación López de Bertodano, que se extiende por el grupo de la isla James Ross. Los estratos datan de finales del Cretácico Superior a la etapa Daniana del Paleoceno inferior, hace unos 70-65,5 millones de años.

## Reclamaciones territoriales
Argentina incluye a la bahía en el departamento Antártida Argentina dentro de la provincia de Tierra del Fuego, Antártida e Islas del Atlántico Sur; para Chile forma parte de la comuna Antártica de la provincia Antártica Chilena dentro de la Región de Magallanes y de la Antártica Chilena; y para el Reino Unido integra el Territorio Antártico Británico. Las tres reclamaciones están sujetas a las disposiciones del Tratado Antártico.
Nomenclatura de los países reclamantes: 
- Argentina: bahía López de Bertodano[8][9]
- Chile: bahía Venturino[5]
- Reino Unido: Bertodano Bay[10]